# Lopinavir
Lopinavir je protiretrovirusna učinkovina iz skupine zaviralcev proteaze HIV, ki se v kombinaciji z zaviralci reverzne transkriptaze uporablja za zdravljenje okužbe z virusom HIV. Na tržišču je v kombinaciji z drugim proteaznim zaviralcem, ritonavirjem, pod tržnima imenoma Kaletra (razvite države) in Aluvia (države v razvoju).

## Farmakologija
Lopinavir je v velikem deležu veže na plazemske beljakovine (98–99%).
Obstajajo nasprotujoča si poročila, ali lopinavir prehaja v možgansko-hrbtenjačno tekočino. Določeni podatki pravijo, da lopinavirja ni mogoče zaznati v njej, študija na 26 bolnikih, ki so prejemali lopinavir in ritonavir, pa je pokazala, da je bila koncentracija lopinavirja v možgansko-hrbtenjačni tekočini pri 77 % vzorcev višja od IC50.

## Klinične lastnosti
Neželeni učinki, interakcije in kontraindikacije so bili ovrednoteni le za kombinacijo lopinavirja in ritonavirja.